# Tour de Catalogne 1998
Le Tour de Catalogne 1998 est la 78e édition du Tour de Catalogne, une course cycliste par étapes en Espagne. L’épreuve se déroule sur 8 étapes du 18 au 25 juin 1998 sur un total de 1 225,9 km. Le vainqueur final est le Colombien Hernán Buenahora de l’équipe Vitalicio Seguros, devant Georg Totschnig et Fernando Escartín.

## Étapes
| Étape | Date    | Parcours                                            | km    | Vainqueur d’étape          | Leader du classement général |
| ----- | ------- | --------------------------------------------------- | ----- | -------------------------- | ---------------------------- |
| 1a    | 18 juin | Vila-seca – Le Pineda                               | 79,2  | Mario Cipollini (ITA)      | Mario Cipollini (ITA)        |
| 1b    | 18 juin | Port Aventura – Le Pineda (clm)                     | 8,1   | Christopher Boardman (GBR) | Christopher Boardman (GBR)   |
| 2     | 19 juin | Port Aventura – el Vendrell                         | 151,3 | Mario Cipollini (ITA)      | Christopher Boardman (GBR)   |
| 3     | 20 juin | El Vendrell – Barcelone                             | 172,5 | Mario Cipollini (ITA)      | Christopher Boardman (GBR)   |
| 4     | 21 juin | Fàbrica Le Piara (Manlleu) - Manlleu                | 197,5 | Mario Cipollini (ITA)      | Christopher Boardman (GBR)   |
| 5     | 22 juin | Girona – Girona (clm)                               | 15,4  | Christopher Boardman (GBR) | Christopher Boardman (GBR)   |
| 6     | 23 juin | Tàrrega – Boí Taüll                                 | 180,4 | Hernán Buenahora (COL)     | Abraham Olano (ESP)          |
| 7     | 24 juin | Caldes de Boí – Ordino-Arcalís (AND)                | 231,7 | Hernán Buenahora (COL)     | Hernán Buenahora (COL)       |
| 8     | 25 juin | Andorre-la-Vieille (AND) – Andorre-la-Vieille (AND) | 189,8 | Fernando Escartín (ESP)    | Hernán Buenahora (COL)       |

### 1reétape A
18-06-1998: Vila-seca – Le Pineda, 79,2 km :
|   | Cycliste                | Équipe                | Temps           |
| - | ----------------------- | --------------------- | --------------- |
| 1 | Mario Cipollini (ITA)   | Saeco                 | 1 h 57 min 47 s |
| 2 | Jeroen Blijlevens (NED) | TVM-Farm Frites       | m. t.           |
| 3 | Mario Traversoni (ITA)  | Mercatone Uno-Bianchi | m. t.           |

|   | Cycliste                | Équipe                | Temps           |
| - | ----------------------- | --------------------- | --------------- |
| 1 | Mario Cipollini (ITA)   | Saeco                 | 1 h 57 min 47 s |
| 2 | Jeroen Blijlevens (NED) | TVM-Farm Frites       | m. t.           |
| 3 | Mario Traversoni (ITA)  | Mercatone Uno-Bianchi | m. t.           |

### 1reétape B
18-06-1998: Port Aventura – Le Pineda, 8,1 km (clm):
|   | Cycliste                   | Équipe                | Temps      |
| - | -------------------------- | --------------------- | ---------- |
| 1 | Christopher Boardman (GBR) | Gan                   | 8 min 32 s |
| 2 | Marco Velo (ITA)           | Mercatone Uno-Bianchi | + 5 s      |
| 3 | Abraham Olano (ESP)        | Banesto               | + 10 s     |

|   | Cycliste                   | Équipe                | Temps           |
| - | -------------------------- | --------------------- | --------------- |
| 1 | Christopher Boardman (GBR) | Gan                   | 2 h 06 min 19 s |
| 2 | Marco Velo (ITA)           | Mercatone Uno-Bianchi | + 5 s           |
| 3 | Abraham Olano (ESP)        | Banesto               | + 10 s          |

### 2eétape
19-06-1998: Port Aventura – el Vendrell, 151,3 km :
|   | Cycliste                | Équipe                | Temps           |
| - | ----------------------- | --------------------- | --------------- |
| 1 | Mario Cipollini (ITA)   | Saeco                 | 4 h 14 min 31 s |
| 2 | Jeroen Blijlevens (NED) | TVM-Farm Frites       | m. t.           |
| 3 | Mario Traversoni (ITA)  | Mercatone Uno-Bianchi | m. t.           |

|   | Cycliste                   | Équipe                | Temps           |
| - | -------------------------- | --------------------- | --------------- |
| 1 | Christopher Boardman (GBR) | Gan                   | 6 h 20 min 50 s |
| 2 | Marco Velo (ITA)           | Mercatone Uno-Bianchi | + 5 s           |
| 3 | Abraham Olano (ESP)        | Banesto               | + 10 s          |

### 3eétape
20-06-1998: El Vendrell – Barcelone, 172,5 km :
|   | Cycliste                  | Équipe          | Temps           |
| - | ------------------------- | --------------- | --------------- |
| 1 | Mario Cipollini (ITA)     | Saeco           | 3 h 46 min 37 s |
| 2 | Jeroen Blijlevens (NED)   | TVM-Farm Frites | m. t.           |
| 3 | Gian Matteo Fagnini (ITA) | Saeco           | m. t.           |

|   | Cycliste                   | Équipe                | Temps            |
| - | -------------------------- | --------------------- | ---------------- |
| 1 | Christopher Boardman (GBR) | Gan                   | 10 h 07 min 27 s |
| 2 | Marco Velo (ITA)           | Mercatone Uno-Bianchi | + 5 s            |
| 3 | Abraham Olano (ESP)        | Banesto               | + 10 s           |

### 4eétape
21-06-1998: Fàbrica Le Piara (Manlleu) - Manlleu, 197,5 km :
|   | Cycliste                | Équipe          | Temps           |
| - | ----------------------- | --------------- | --------------- |
| 1 | Mario Cipollini (ITA)   | Saeco           | 5 h 26 min 24 s |
| 2 | Jeroen Blijlevens (NED) | TVM-Farm Frites | m. t.           |
| 3 | Jaan Kirsipuu (EST)     | Casino          | m. t.           |

|   | Cycliste                   | Équipe                | Temps            |
| - | -------------------------- | --------------------- | ---------------- |
| 1 | Christopher Boardman (GBR) | Gan                   | 15 h 33 min 51 s |
| 2 | Marco Velo (ITA)           | Mercatone Uno-Bianchi | + 5 s            |
| 3 | Abraham Olano (ESP)        | Banesto               | + 10 s           |

### 5eétape
22-06-1998: Girona – Girona, 15,4 km (clm):
|   | Cycliste                   | Équipe                | Temps       |
| - | -------------------------- | --------------------- | ----------- |
| 1 | Christopher Boardman (GBR) | Gan                   | 21 min 38 s |
| 2 | Abraham Olano (ESP)        | Banesto               | + 17 s      |
| 3 | Marco Velo (ITA)           | Mercatone Uno-Bianchi | + 25 s      |

|   | Cycliste                   | Équipe                | Temps            |
| - | -------------------------- | --------------------- | ---------------- |
| 1 | Christopher Boardman (GBR) | Gan                   | 15 h 55 min 29 s |
| 2 | Abraham Olano (ESP)        | Banesto               | + 27 s           |
| 3 | Marco Velo (ITA)           | Mercatone Uno-Bianchi | + 30 s           |

### 6eétape
23-06-1998: Tàrrega – Boí Taüll, 180,4 km :
|   | Cycliste                 | Équipe                | Temps           |
| - | ------------------------ | --------------------- | --------------- |
| 1 | Hernán Buenahora (COL)   | Vitalicio Seguros     | 5 h 19 min 30 s |
| 2 | Fernando Escartín (ESP)  | Kelme-Costa Blanca    | + 1 s           |
| 3 | Francesco Frattini (ITA) | Team Deutsche Telekom | + 16 s          |

|   | Cycliste                | Équipe                | Temps            |
| - | ----------------------- | --------------------- | ---------------- |
| 1 | Abraham Olano (ESP)     | Banesto               | 21 h 15 min 42 s |
| 2 | Fernando Escartín (ESP) | Kelme-Costa Blanca    | + 54 s           |
| 3 | Massimo Podenzana (ITA) | Mercatone Uno-Bianchi | + 1 min 07 s     |

### 7eétape
24-06-1998: Caldes de Boí – Ordino-Arcalís, 231,7 km :
|   | Cycliste               | Équipe                | Temps           |
| - | ---------------------- | --------------------- | --------------- |
| 1 | Hernán Buenahora (COL) | Vitalicio Seguros     | 6 h 51 min 37 s |
| 2 | Georg Totschnig (AUT)  | Team Deutsche Telekom | + 15 s          |
| 3 | Bo Hamburger (DEN)     | Casino                | + 24 s          |

|   | Cycliste               | Équipe                | Temps            |
| - | ---------------------- | --------------------- | ---------------- |
| 1 | Hernán Buenahora (COL) | Vitalicio Seguros     | 28 h 08 min 38 s |
| 2 | Abraham Olano (ESP)    | Banesto               | m.t.             |
| 3 | Georg Totschnig (AUT)  | Team Deutsche Telekom | + 8 s            |

### 8eétape
25-06-1998: Andorre-la-Vieille – Andorre-la-Vieille, 189,8 km :
|   | Cycliste                | Équipe                | Temps           |
| - | ----------------------- | --------------------- | --------------- |
| 1 | Fernando Escartín (ESP) | Kelme-Costa Blanca    | 4 h 50 min 58 s |
| 2 | Jean-Cyril Robin (FRA)  | US Postal             | m. t.           |
| 3 | Georg Totschnig (AUT)   | Team Deutsche Telekom | m. t.           |

|   | Cycliste                | Équipe                | Temps            |
| - | ----------------------- | --------------------- | ---------------- |
| 1 | Hernán Buenahora (COL)  | Vitalicio Seguros     | 32 h 59 min 36 s |
| 2 | Georg Totschnig (AUT)   | Team Deutsche Telekom | + 8 s            |
| 3 | Fernando Escartín (ESP) | Kelme-Costa Blanca    | + 16 s           |

## Classement général
|    | Cycliste                | Équipe                | Temps            |
| -- | ----------------------- | --------------------- | ---------------- |
| 1  | Hernán Buenahora (COL)  | Vitalicio Seguros     | 32 h 59 min 36 s |
| 2  | Georg Totschnig (AUT)   | Team Deutsche Telekom | + 8 s            |
| 3  | Fernando Escartín (ESP) | Kelme-Costa Blanca    | + 16 s           |
| 4  | Massimo Podenzana (ITA) | Mercatone Uno-Bianchi | + 1 min 05 s     |
| 5  | Alberto Elli (ITA)      | Casino                | + 1 min 37 s     |
| 6  | Abraham Olano (ESP)     | Banesto               | + 1 min 42 s     |
| 7  | José Castelblanco (COL) | Avianca Telecom       | + 2 min 37 s     |
| 8  | Ángel Luis Casero (ESP) | Vitalicio Seguros     | + 2 min 47 s     |
| 9  | Jean-Cyril Robin (FRA)  | US Postal             | + 3 min 01 s     |
| 10 | Víctor Hugo Peña (COL)  | Avianca Telecom       | + 3 min 15 s     |

## Classement de la montagne
|   | Cycliste               | Équipe                | Points |
| - | ---------------------- | --------------------- | ------ |
| 1 | Alberto Elli (ITA)     | Casino                | 60     |
| 2 | Hernán Buenahora (COL) | Vitalicio Seguros     | 40     |
| 3 | Georg Totschnig (AUT)  | Team Deutsche Telekom | 34     |

## Classement des metas volantes
|   | Cycliste                 | Équipe          | Points |
| - | ------------------------ | --------------- | ------ |
| 1 | Jacky Durand (FRA)       | Casino          | 23     |
| 2 | Lars Michaelsen (DEN)    | TVM-Farm Frites | 13     |
| 3 | Sergueï Outschakov (UKR) | TVM-Farm Frites | 6      |

## Meilleure équipe
|   | Équipe                | Pays     | Temps            |
| - | --------------------- | -------- | ---------------- |
| 1 | Avianca Telecom       | Colombie | 99 h 09 min 18 s |
| 2 | Casino                | France   | + 1 min 33 s     |
| 3 | Mercatone Uno-Bianchi | Italie   | + 3 min 43 s     |